# Retheuil

Retheuil este o comună în departamentul Ain, Franța. În 1 ianuarie 2022 avea o populație de 348 de locuitori.